# Anna Włodarczyk (lekkoatletka)
Anna Bożena Włodarczyk (ur. 24 marca 1951 w Zielonej Górze) – polska lekkoatletka specjalizująca się w skoku w dal, uczestniczka igrzysk olimpijskich w Moskwie.

## Kariera
W 1978 roku wystąpiła na halowych mistrzostwach Europy, podczas których awansowała do finału i w tej fazie zmagań zajęła 7. miejsce z wynikiem 6,31 m. Dwa lata później ponownie wystąpiła w halowym europejskim czempionacie, podczas zmagań rozgrywanych w Sindelfingen uzyskała w finale rezultat 6,74 m – tym wynikiem wywalczyła tytuł mistrzowski oraz ustanowiła nowy halowy rekord Polski.
Była uczestniczką igrzysk olimpijskich w Moskwie, był to zarazem jedyny start Polki na tego typu imprezie sportowej. W eliminacjach uzyskała rezultat 6,58 m i zajęła z nim 3. miejsce w grupie, w finale zaś uzyskała wynik 6,95 m i zajęła 4. miejsce w końcowej klasyfikacji zmagań, przegrywając o 0,06 m walkę o brązowy medal z reprezentantką ZSRR Tetianą Skaczko.
W 1981 roku zajęła 2. miejsce w lekkoatletycznym pucharze Europy, natomiast w lekkoatletycznym pucharze świata uplasowała się na 3. miejscu w końcowej klasyfikacji. Brała udział w rozgrywanych w 1982 roku mistrzostwach Europy w Atenach, tam zajęła 5. miejsce. Była uczestniczką Przyjaźń-84, rozgrywany w ich ramach konkurs skoku w dal zakończyła na 7. miejscu.
Zdobyła łącznie osiem tytułów mistrzyni kraju – trzykrotnie na stadionie (1979, 1981, 1984) oraz pięciokrotnie na hali (1978, 1979, 1980, 1981, 1985).
Obecnie startuje w zawodach weteranów, w międzynarodowych mistrzostwach weterańskich zdobyła 19 medali, w tym 14 złotych. Jest też obecną rekordzistką świata weteranów w konkurencji trójskoku (W50, jej rekord to 11,37 m ustanowiony w 2001 roku).

## Rekordy życiowe
Rekord życiowy zawodniczki to 6,96 m i został on ustanowiony 22 czerwca 1984 roku w Lublinie. Do dziś jest też halową rekordzistką Polski w skoku w dal (6,74 m).

## Odznaczenia i wyróżnienia
W corocznym rankingu amerykańskiego magazynu Track & Field News zajmowała w konkurencji skoku w dal 4. miejsce w 1980, 9. w 1981, 10. w 1982 i 10. w 1984 roku.